# Прияврата
Прияврата (санскр. Priya-vrata) — в позднейшей индийской мифологии один из двух сыновей Брахмы и первой женщины Шатарупы; создатель на Земле семи океанов и семи материков - двип. Отец десяти сыновей, из которых семь унаследовали земные континенты.
По другим сказаниям, он был старшим сыном Ману Сваямбхувы, то есть приходился Брахме внуком.

## Священные тексты
«Бхагавата-пурана» рассказывает, что Прияврата, недовольный тем, что только одна половина Земли в каждый данный момент освещается солнечными лучами, а другая погружена во мрак, семь суток сопровождал Солнце вокруг Земли в своей собственной огненной колеснице, двигаясь с такой же скоростью, чтобы обратить ночь в день. Брахма, однако, не позволил ему довести до конца задуманное дело. Оставленные движением колесницы Приявраты колеи образовали семь океанов, разделив Землю на семь материков.
По «Вишну-пуране», из десяти сыновей Приявраты трое посвятили себя подвижничеству, а остальные семь получили вышеупомянутые семь материков, — каждый по одному.